# 右铺山三炮台
镇南关起义地址—右铺山三炮台的历史年代为1907年，為镇南关起义地址。位于中国广西壮族自治区凭祥市友谊公社卡凤大队，为一个省级文物保护单位，类型为革命遗址及革命纪念建筑物，为第二批广西壮族自治区文物保护单位，公布时间为1981年8月25日。